# Araneus balanus
Araneus balanus är en spindelart som först beskrevs av Carl Ludwig Doleschall 1859.  Araneus balanus ingår i släktet Araneus och familjen hjulspindlar. Inga underarter finns listade i Catalogue of Life.